# Basiliomya goreaui
Basiliomya goreaui is een tweekleppigensoort uit de familie van de Dimyidae. De wetenschappelijke naam van de soort is voor het eerst geldig gepubliceerd in 1971 door Bayer.